# Urocotyledon weileri
Urocotyledon weileri is een hagedis die behoort tot de gekko's (Gekkota) en de familie Gekkonidae.

## Naam en indeling
De wetenschappelijke naam van de gekko werd voor het eerst voorgesteld door Lorenz Müller in 1909. Oorspronkelijk werd de soort aan het geslacht Diplodactylus toegekend, later aan het geslacht Phyllodactylus. Met name de verouderde wetenschappelijke naam Diplodactylus weileri in de literatuur nog wordt gebruikt. Er worden geen ondersoorten erkend.
De soortaanduiding weileri is een eerbetoon aan Justus Weiler.

## Verspreiding en habitat
Urocotyledon weileri komt voor in delen van Afrika en leeft endemisch in Kameroen. De habitat bestaat uit vochtige tropische en subtropische bossen, zowel in laaglanden als in bergstreken. De soort is aangetroffen op een hoogte van ongeveer 20 tot 400 meter boven zeeniveau.

## Beschermingsstatus
Door de internationale natuurbeschermingsorganisatie IUCN is de beschermingsstatus 'bedreigd' toegewezen (Endangered of EN).